# 温特图尔战役
47°30′N 8°45′E / 47.500°N 8.750°E
温特图尔战役（1799年5月27日）是一场第二次反法同盟战争期间的重要战役，也是法国大革命战争的重要组成部分，由弗里德里希·弗赖赫尔·冯·霍茨指挥，作战双方为多瑙河军团及奥地利哈布斯堡君主国部队。小城温特图尔位于瑞士，坐落在苏黎世东北部18千米（11英里）处。由于其位于七条通路的交汇处，控制住该城的军队便可控制绝大部分瑞士的通路，以及经由莱茵河通向德国南部的道路。虽然参与部队规模较小，但是奥地利部队对于法军连续11小时的攻势为三支奥地利部队在苏黎世北部成功会合争取了时间，并直接导致了法军数日后的溃败。
1799年5月中旬，霍茨及海因里希·冯·贝勒加德伯爵指挥的部队在格劳宾登隘口击退法军，奥地利由此从法国手中夺取了法属瑞士部分地区的控制权。在奥斯特拉赫和史塔卡赫战役中击败了让-巴普蒂斯·儒尔当率领的2.5万人的多瑙河军团后，卡尔大公率领的奥地利主力军经由沙夫豪森渡过莱茵河，准备与霍茨和瑙恩多夫伯爵弗里德里希·约瑟夫的部队会合，包围苏黎世。
此时，指挥权都归属于安德烈·马塞纳的法属瑞士军队和多瑙河军团意图阻止奥地利三军会合。马塞纳从苏黎世派遣米歇尔·内伊和一只小型骑兵步兵混合部队在温特图尔阻截霍茨的部队。面对强攻，尽管双方损伤惨重，但奥地利军仍成功将法军逐出温特图尔高地。6月上旬，奥地利哈布斯堡军成功会合，卡尔大公进军苏黎世攻击法国据点，成功将法军驱赶至利马特河另一侧。

## 战役背景

### 政治及外交局势
起初，欧洲统治者把法国大革命视为法国国王与其反对者之间的冲突，并不认为自己需要介入其中。而当革命的呼声愈发激烈之时，他们才宣称欧洲君主的利益与路易十六家族的利益是一致的；这份皮尔尼茨宣言威胁道，如果王室出现不测，则会有无法预料但十分严重的后果出现。 法国的境遇愈发艰难。法国流亡政府不断煽动各国反对大革命，使得法国的国际关系问题更加严重。1792年4月20日，法国国民公会对奥地利宣战。第一次反法同盟战争（1792-1798）期间，法国在各欧洲邻国连同葡萄牙和奥斯曼帝国的夹击中挣扎。虽然反法同盟在凡尔登，凯泽斯劳滕，尼尔温登，美因茨，安贝格和维尔茨堡取得了数战胜利，然而拿破仑·波拿巴在意大利北部成功击退了奥地利部队，致使双方进行莱奥本条约（1797年4月17日）及其后的坎波福尔米奥条约（1797年10月17日）的谈判。
条约号召涉及各方进行会面探讨领土及款项细节问题。在莱茵兰中部地区小城拉施塔特举办的会议很快就在阴谋的泥淖和外交的惺惺作态中脱离了正轨。法国要求给予更多领土。而奥地利则不愿给出约定的领土。会议的种种问题加剧了法国与反法同盟盟国之间关系的恶化。那不勒斯的费迪南多一世拒绝向法国支付约定的赔款，于是他的反对者借此起义。法国随后入侵那不勒斯建立了帕特诺珀共和国。在法兰西共和国的鼓励下，瑞士各州的共和民主起义推翻了瑞士邦联，建立了赫尔维蒂共和国。 法国督政府认定奥地利准备再次发动战争。事实上，法国显得越羸弱，奥地利、那不勒斯、俄罗斯和英格兰就越发认真地将战争的计划提上日程。 仲春时期，奥地利与沙皇保罗一世达成合约，传奇将军亚历山大·苏沃洛夫将复出，率领6万人的部队进驻意大利以帮助奥地利。

### 1799年战争爆发前
在1799年，法国督政府的军事策略号召包含意大利中部、北部，瑞士诸州，上莱茵兰地区以及荷兰在内的所有前线进攻。理论上，法国各兵种应有25万人，而这只是统计数字，并非实际人数。  1799年冬季结束之后，让-巴普蒂斯·儒尔当将军以及多瑙河军团以统计数字5万人，实际人数2.5万人的军力， 在3月1日，经由巴塞尔渡过莱茵河抵达凯尔。此次渡河违背了坎波福尔米奥条约。 3月中旬，多瑙河军团穿过黑森林，在瑞士高原西北边缘的村庄奥斯特拉赫建立了防守据点。 而安德烈·马塞纳此前已经带兵3万进驻瑞士，并成功进入了格劳宾登隘口，库尔以及因河上的费因斯特尔穆兹。理论上来说，他的左翼部队应当在的皮埃尔·马利·巴泰勒米·费诺指挥下，在博登湖东岸与儒尔当的右翼部队会合。

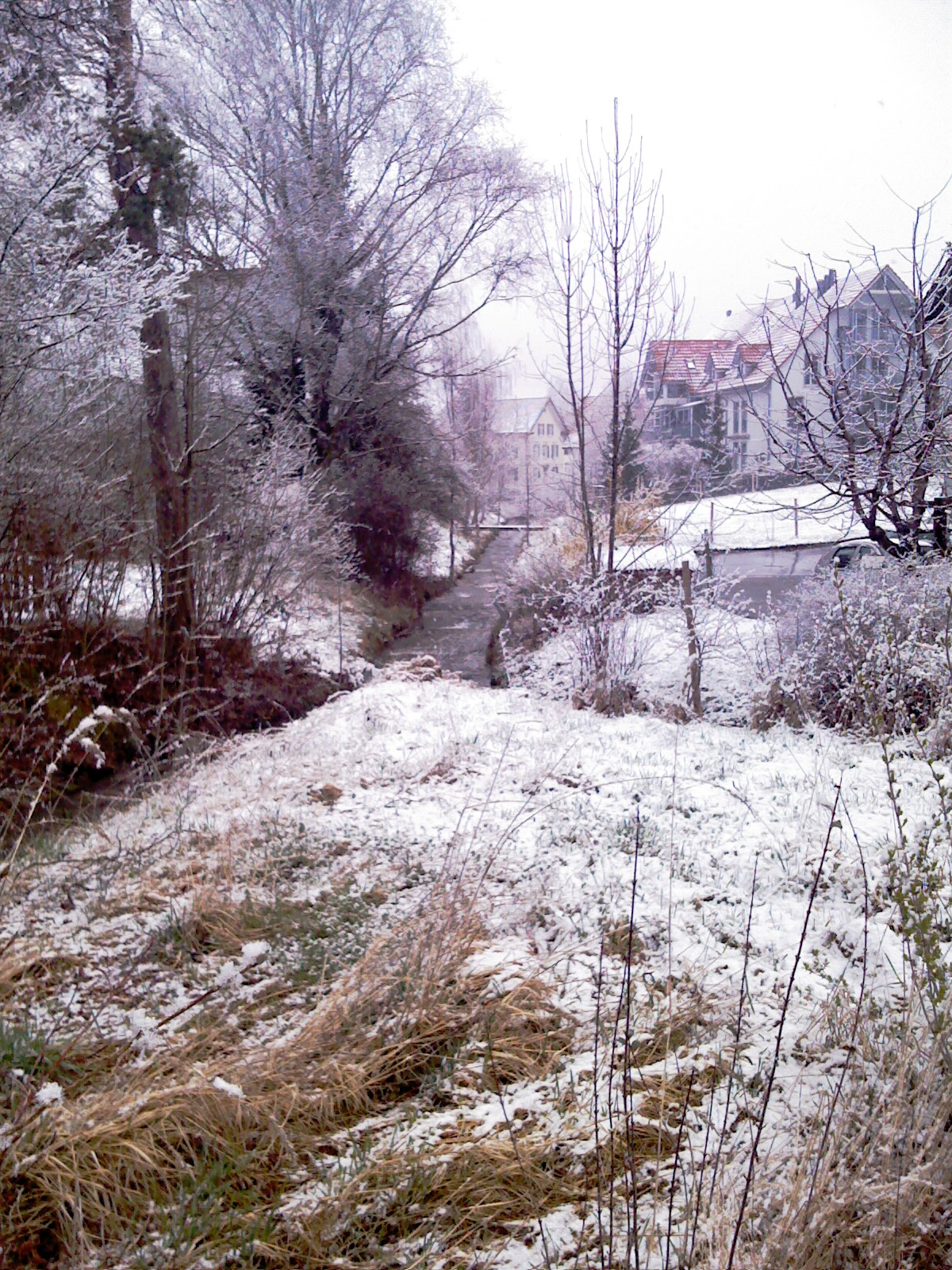
在埃尔格，霍茨建起前沿哨所；虽然冬雪已经融化，路面却依然泥泞，溪流也依然汩汩流动。

奥地利则已经从蒂罗尔到多瑙河排成一线部队。在海因里希·冯·贝勒加德伯爵指挥下的一支4.6万人的部队构成了蒂罗尔的守军。另一支由弗里德里希·弗赖赫尔·冯·霍茨指挥的2.6万人的奥地利小型部队负责镇守福拉尔贝格。而在卡尔大公的指挥下，近8万人的奥地利的主力军屯兵在萊希河东侧的巴伐利亚，奥地利和萨尔茨堡领土越冬。在奥斯特拉赫（3月21日）和史塔卡赫（3月25日）的战役中，奥地利部队迫使多瑙河军团返回黑森林。卡尔大公计划经由瑞士小镇沙夫豪森横渡莱茵河上游。弗里德里希·弗赖赫尔·冯·霍兹带领部分（约8,000人）部队西进，余下部队负责保卫福拉尔贝格。与此同时，瑙恩多夫伯爵弗里德里希·约瑟夫带领奥地利主力军左翼部队经由埃格利绍渡过莱茵河。他们计划会合奥地利主力军，控制苏黎世的北部出入口并迫使马塞纳与之交战。
五月中旬，法军士气低落。尽管援军已经提供补给，然而他们仍在奥斯特拉赫和史塔卡赫战役中损伤惨重。儒尔当指控其下属，多瑙河军团的两位高级军官查尔斯·马修·伊西多尔·德加和让-约瑟夫·安热·达欧特波失职。让-巴蒂斯特·贝尔纳多特和洛朗·古维翁-圣西尔则抱恙离开军营疗养。马塞纳的部队在费尔德基希被霍茨的部队击退，被迫撤退，而加上乐库贝未能在蒂罗尔驱离贝勒加德的奥地利部队，意味着马塞纳不得不将其南翼部队撤回至其中翼及北翼部队一线，来保障各部队间的补给。此时又逢瑞士再度起义，反对法国，于是对于马塞纳来讲苏黎世成为了他的最后一道防线。

### 战场所在地
温特图尔 （英文：Winterthur /ˈvɪntərtʊər/; 德語發音：[ˈvɪntərˌtuːr]）坐落在特斯河南部及东部盆地。位于苏黎世东北约31千米（19英里）处。城北部和东部为高约687米（0.427英里）的环状山丘。西部长59.7千米（37.1英里）的特斯河奔流向北汇入莱茵河。 公元200-400年，该地是一个罗马人聚居点，公元919年，此处曾是一场中世纪战争的战场，作为七条通路的交汇处，使得该城在第二次反法同盟战争早期控制南北向及西南向的交流有着重要的战略意义。

### 指挥官与领导者
1799年4月，在奥斯特拉赫与史塔卡赫战败，多瑙河部队退回黑森林后，法国督政府撤下让-巴普蒂斯·儒尔当，将瑞士和多瑙河军团的指挥权都交给了安德烈·马塞纳。为保证苏黎世北部的出入口，马塞纳调集了他手下最优秀的指挥官；最终，其中的三位荣升元帅，塔瑞奥则成为了少将。

法軍指揮官
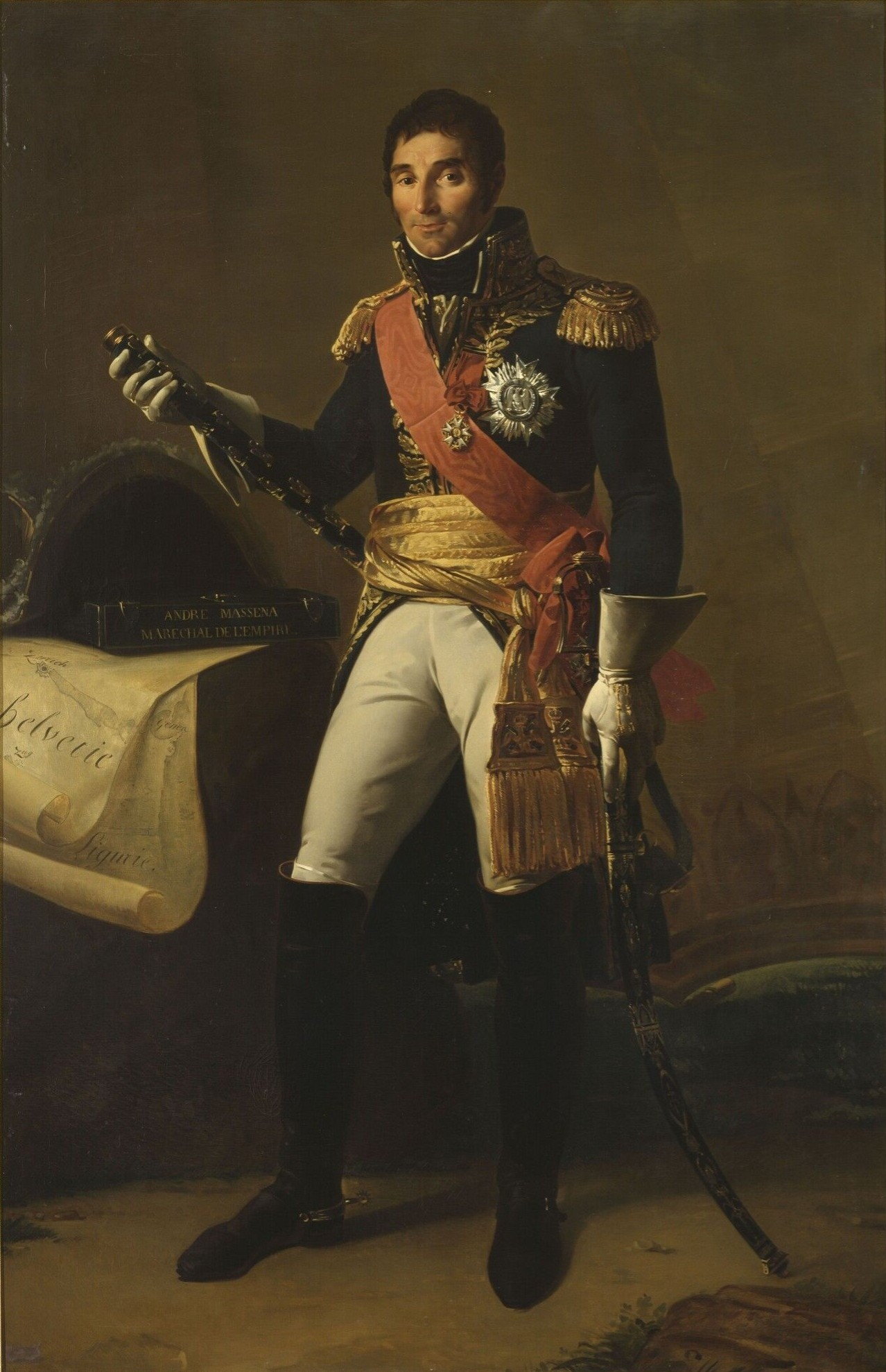
安德烈·马塞纳负责指挥瑞士北部的法国部队。
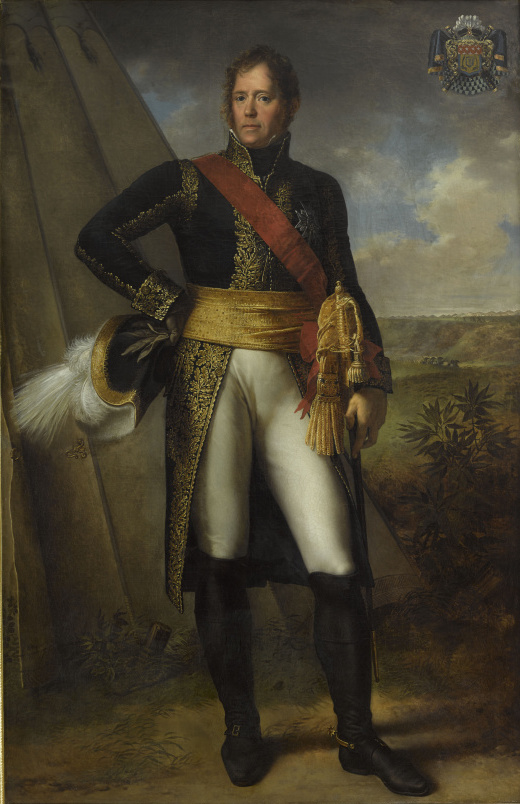
拿破崙戰爭期间，米歇尔·内伊（圖）和讓·德迪厄·蘇爾特的争斗也从未停歇。
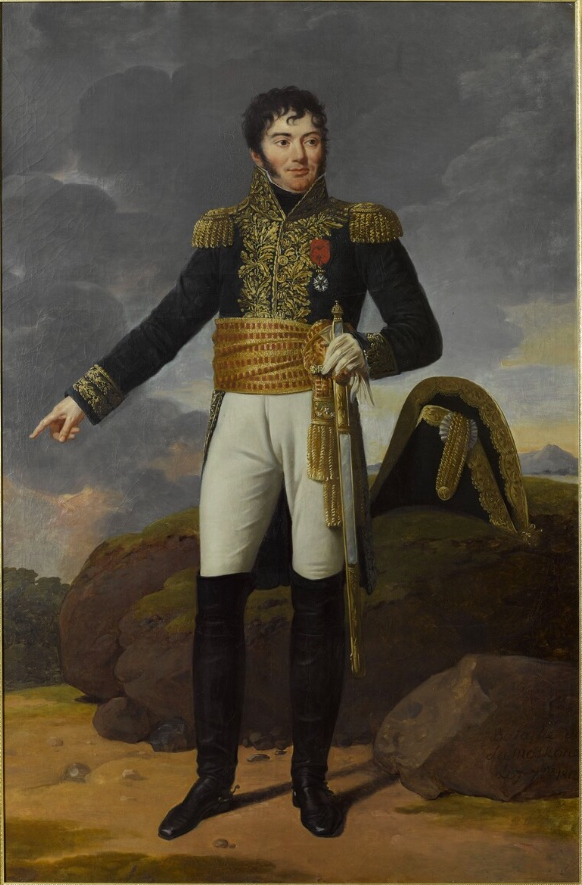
让·维克托·塔罗负责指挥法军的前沿哨所，并命令苏尔特支援内伊。
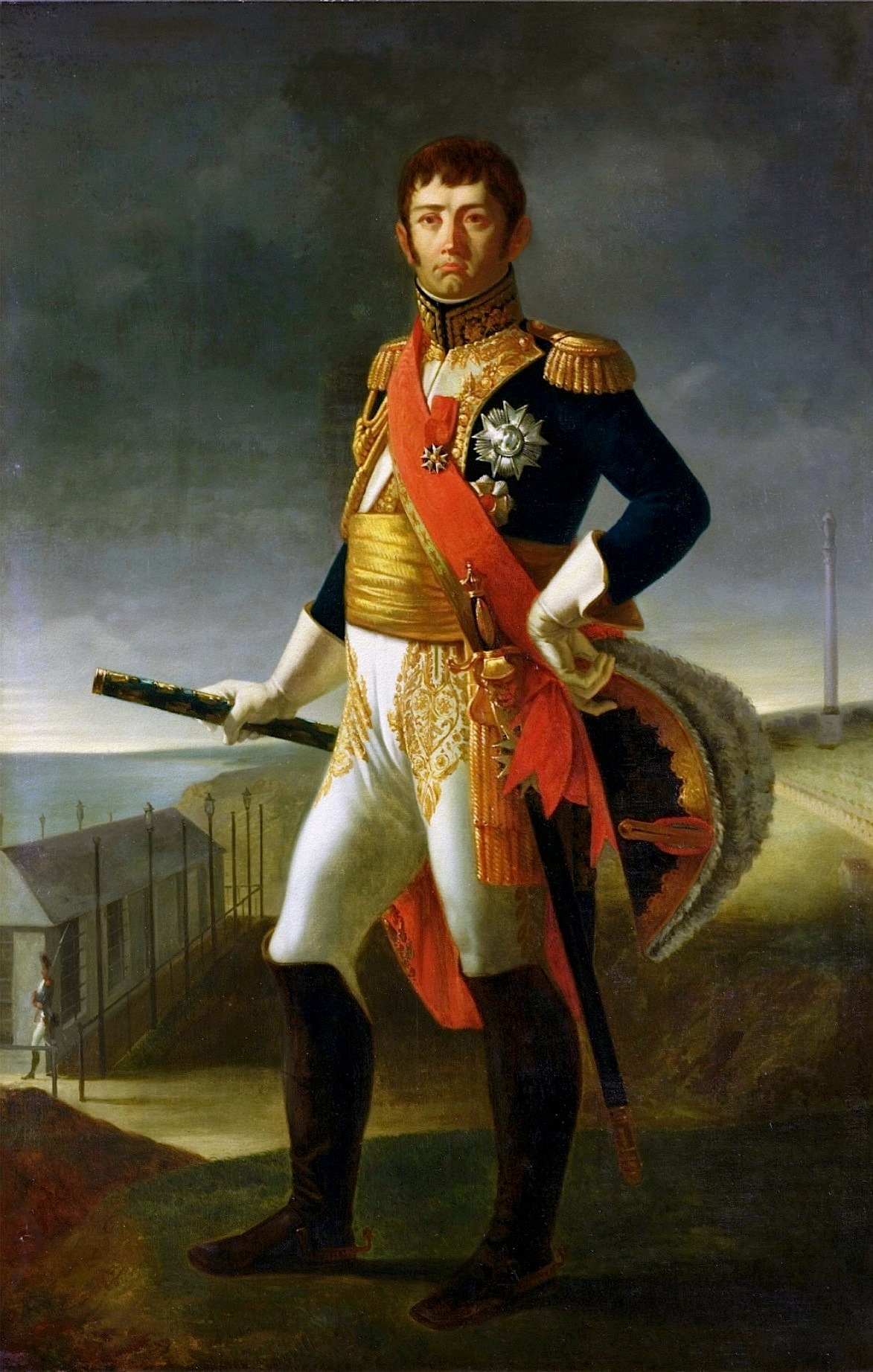
讓·德迪厄·蘇爾特（圖）拒绝救援米歇尔·内伊，导致法军战败和苏黎世的沦陷。

法军处境岌岌可危。不仅因为法军在德国南部的战败，同时，传奇将军亚历山大·苏沃洛夫正率领6万俄军前往意大利北部接管反法同盟的指挥权。海因里希·贝勒加德伯爵在格劳宾登隘口屯兵2万，有效地阻隔了马塞纳的部队与意大利的盟友。更具威胁的是卡尔大公的主力军就驻扎在一日行程之外；仅仅是部队规模就可碾压马塞纳，而如果马塞纳向西撤军，卡尔大公部队的位置又阻断了所有撤回法国的道路。若是卡尔大公的左翼部队在瑙恩多夫伯爵的指挥下，会合霍茨的部队，从东部逼近，马塞纳相信卡尔大公一定会进攻将其赶出苏黎世。
为防止奥地利军的会合，马塞纳以温特图尔为中心建立了前沿哨所，并指派富有经验的让-维克多·塔瑞奥全权负责统领指挥。法军以温特图尔为中心排列成一个不规则的半圆形。温特图尔诸旅的指挥权最为重要。一旦中心位置被攻陷，那么两翼便被隔离粉碎。1799年5月27日，马塞纳派遣新升任少将的米歇尔·内伊前往温特图尔作为中心区的指挥官。马塞纳从瑞士中部克劳德·乐库贝的部队中抽调了内伊，并给予他符合他新军衔的指挥权。作为典型有魄力的骑兵军官，内伊富有声望，然而却缺乏指挥混合兵种的经验。急于证明自己，他赶去了塔瑞奥的指挥中心，然而按照流程，在接到委任书之前他并不能参与指挥。5月25日委任书才到达。温特图尔部队包含一支由多米尼克-芒萨·罗杰特指挥的四个营组成的旅，一支提奥多·马克西姆·加扎恩指挥的弱旅，以及一支由弗雷德里克·亨利·沃尔瑟指挥的骑兵旅。

聯軍指揮官
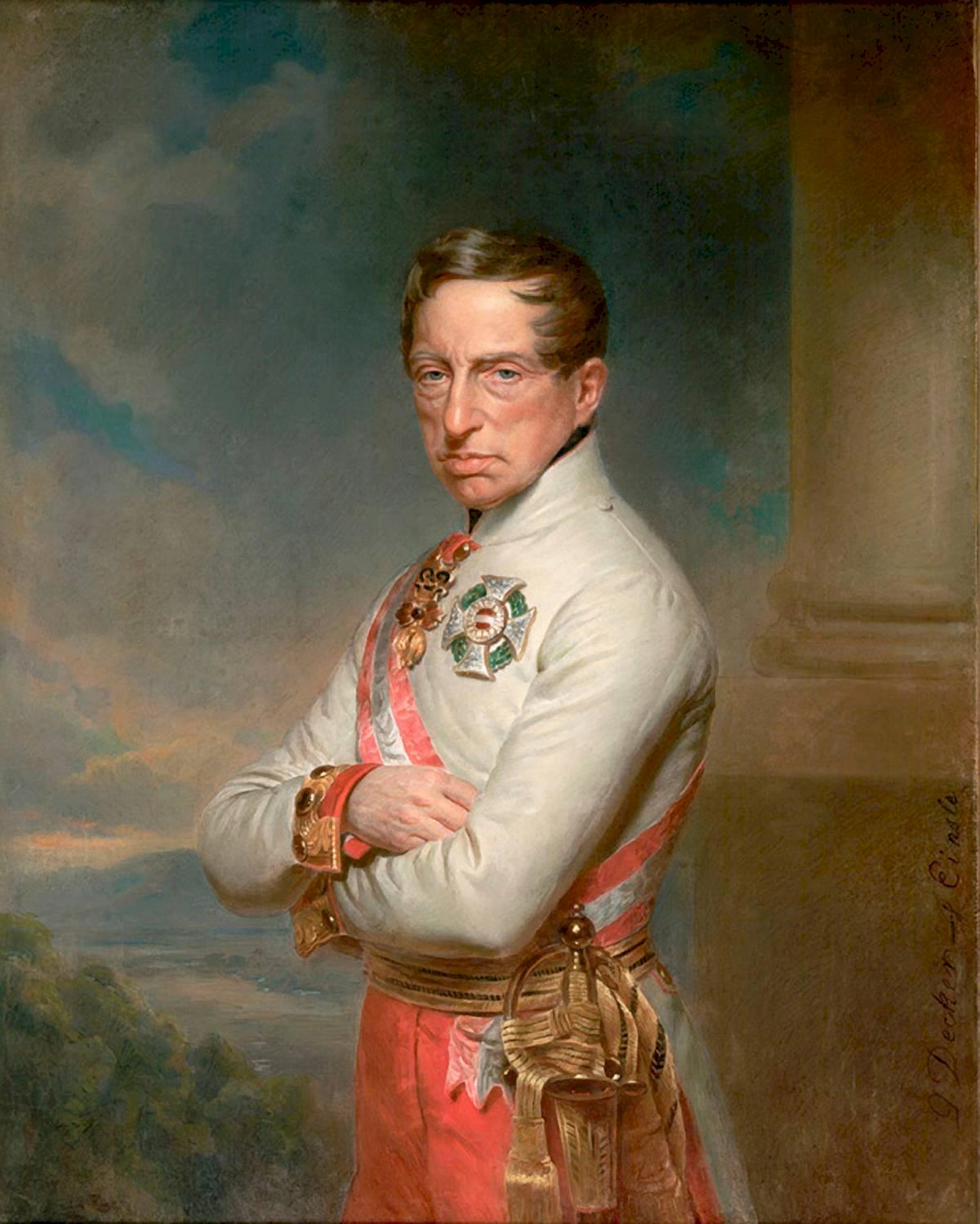
皇帝的弟弟卡尔大公渡过莱茵河，等待霍茨部队的会合，並向法军占领的苏黎世进攻。
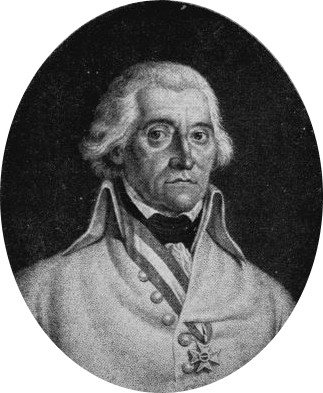
瑞士出生的霍茨与法军在温特图尔遭遇，他之后於6月初进攻苏黎世，並击退马塞纳。
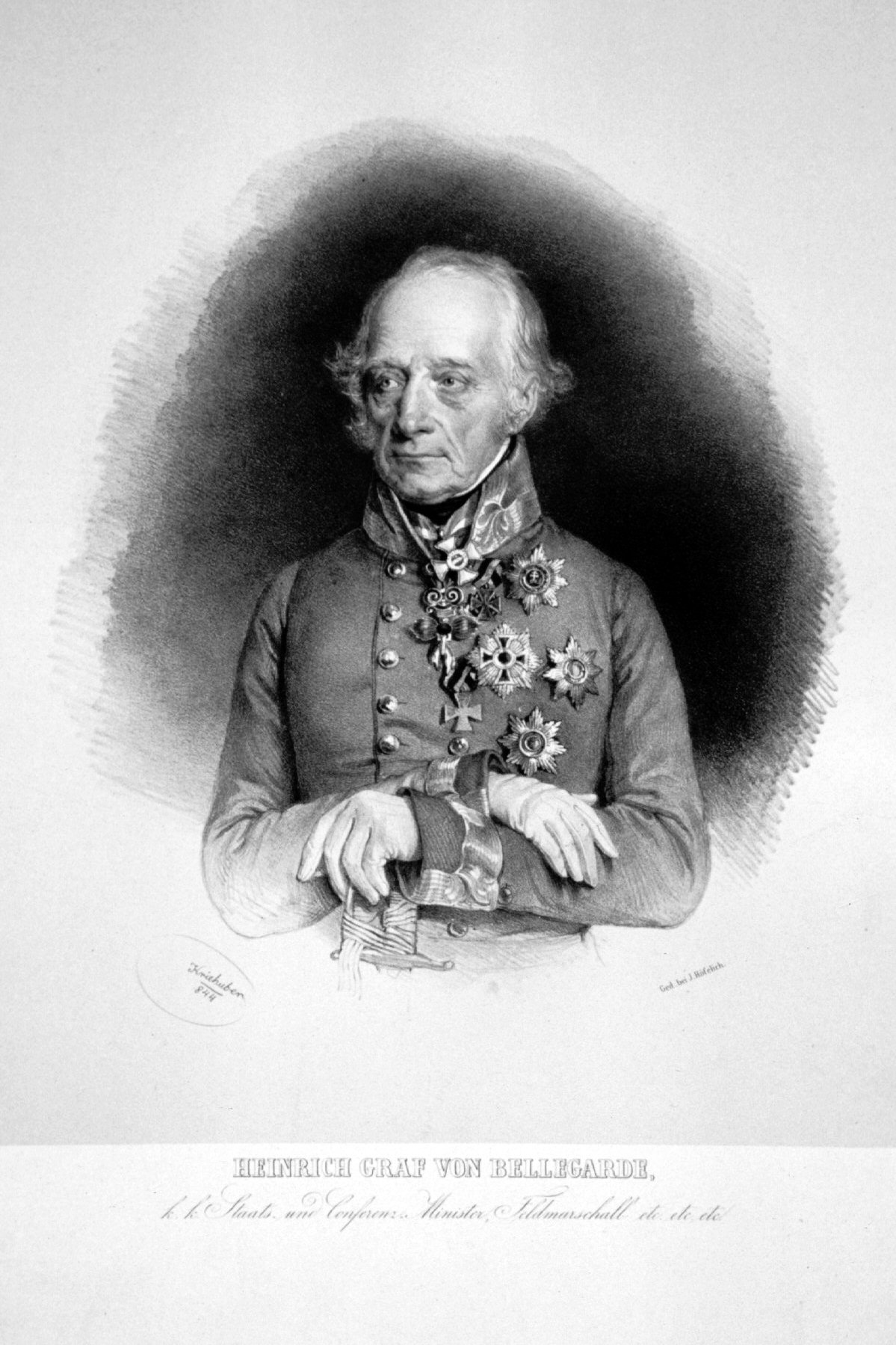
撒克逊伯爵海因里希·贝勒加德驻守着法国部队的南部和东部出入口。
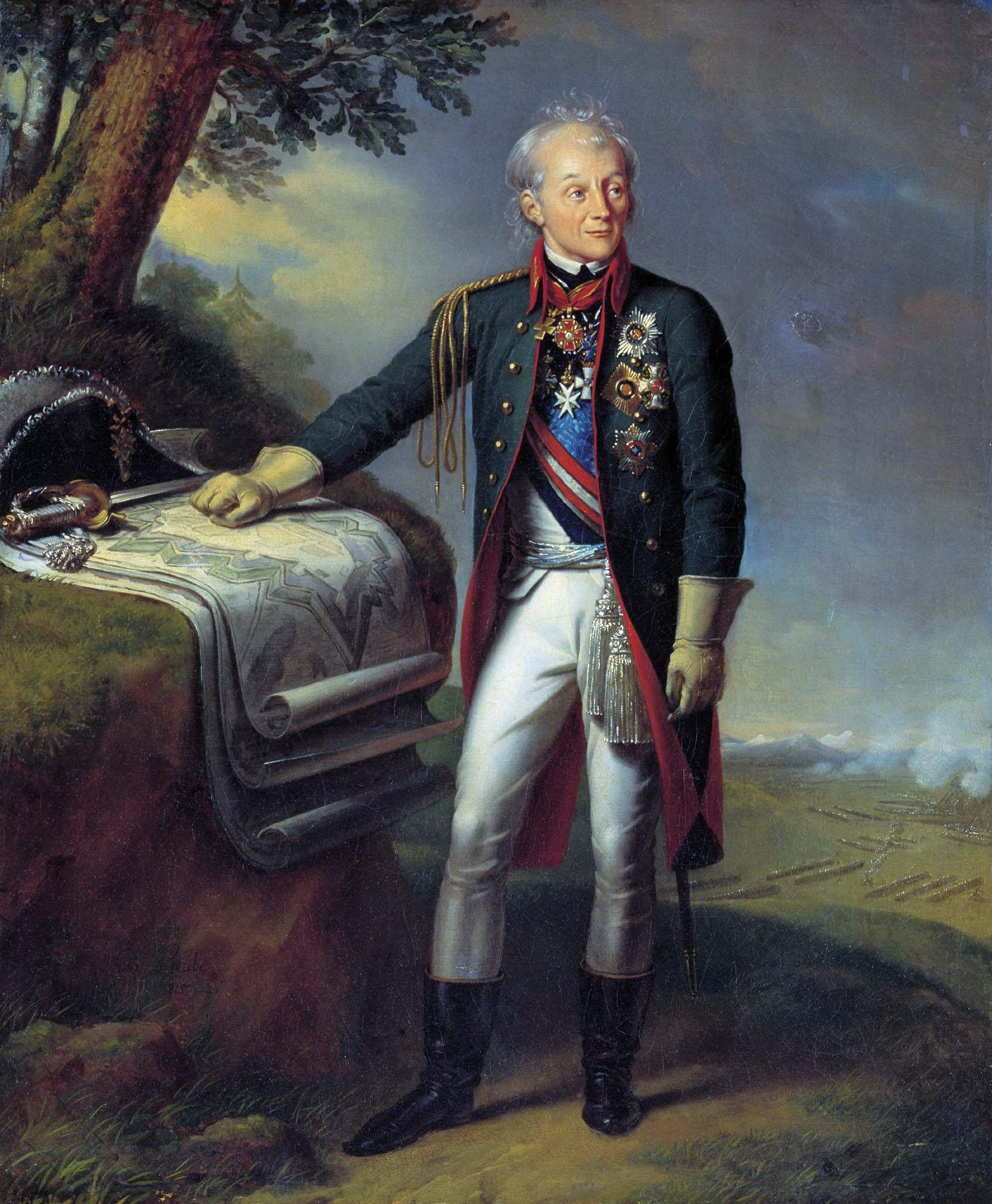
奧地利大公國的新盟友，亚历山大·苏沃洛夫指挥着6万俄军进驻意大利北部。

同内伊一样，奥地利指挥官弗里德里希·弗赖赫尔·冯·霍茨也是一名骑兵军官。然而与内伊不同的是，他有着广泛的实战经验。瑞士出生的霍茨在1758年参军，效力于符腾堡公爵，并晋升至骑兵上尉；他曾经短期经历过七年战争，但并未实际参战。此后，他在俄土战争（1768-1774）中效力于俄罗斯军队。根据奥地利的委任，他加入了哈布斯堡皇家部队，并参与了短暂的巴伐利亚王位继承战争（1778-1779）。他在第一次反法同盟战争中，特别是在维尔茨堡一战中的表现，为他赢得了卡尔大公的信任，并被卡尔大公的哥哥神圣罗马帝国皇帝弗朗茨二世晋升为贵族。

## 战斗过程

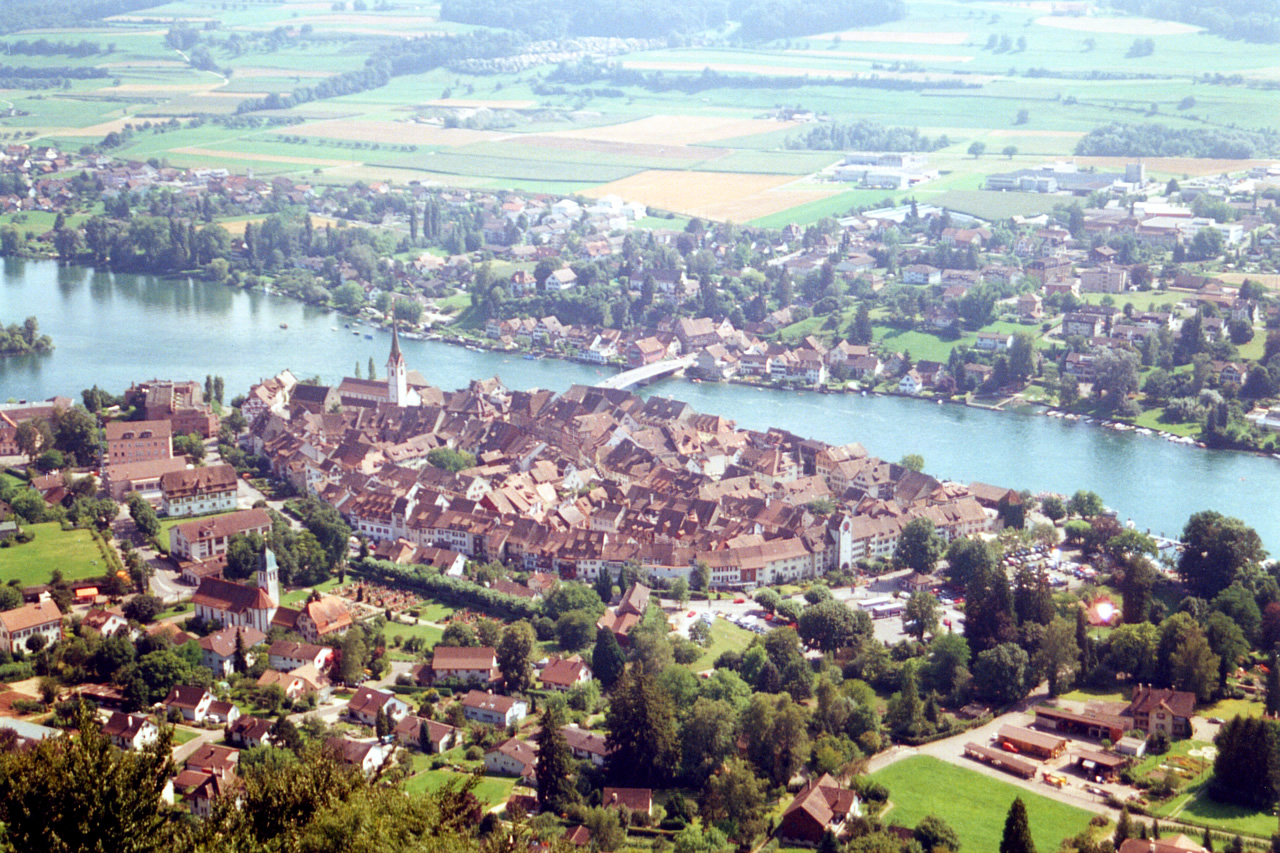
5月26日，一部分瑙恩多夫伯爵的部队在莱茵河畔施泰因（图中前景）和埃格利绍渡过了莱茵河，抵达了安德尔芬根，并与卡尔大公的主力军建立了联系。

### 战斗准备
1799年5月22日，瑙恩多夫伯爵弗里德里希·约瑟夫带领一支大型纵队经康斯坦茨，施泰因和埃格利绍渡过莱茵河。而霍茨的部队则已经在莱茵河还只是山间溪流的东边的格劳宾登隘口，横渡了莱茵河，到达了托根伯格，并向苏黎世进发。
为避免这两支部队与卡尔大公的10万大军合流，5月22日，马塞纳率领多瑙河军团2.3万人从苏黎世出发前往温特图尔。 在经过温特图尔之后，他们又向东北行进了14千米（8.7英里），5月25日，两路部队在弗劳恩费尔德遭遇。面对人数近乎是4倍的对手，霍茨的部队遭受法军重创；伤亡750人，1450人被俘；除此之外，霍茨还损失两门火炮，一杆军旗。他的副手克里斯托弗·卡尔·冯·皮切克少将身负重伤，不治身亡。 虽然法军在人数上有绝对优势，但是霍茨成功地带领他的部队摆脱了遭遇战，绕开了法军据点，向温特图尔的方向逃离。
与此同时，5月26日瑙恩多夫伯爵在安德尔芬根附近扎营，重新与奥地利主力军建立了联络。与瑙恩多夫伯爵会合之后，卡尔大公等待着从东方而来的霍茨部队，好在会合后一同进攻苏黎世的法军。当夜，霍茨在弗劳恩费尔德和许特维伦间扎营，此处位于瑙恩多夫伯爵的营地东南方10千米（6.2英里），并派先遣军奔赴距离温特图尔仅9千米（6英里）的诸如伊斯利康和埃尔格等处。

### 交战

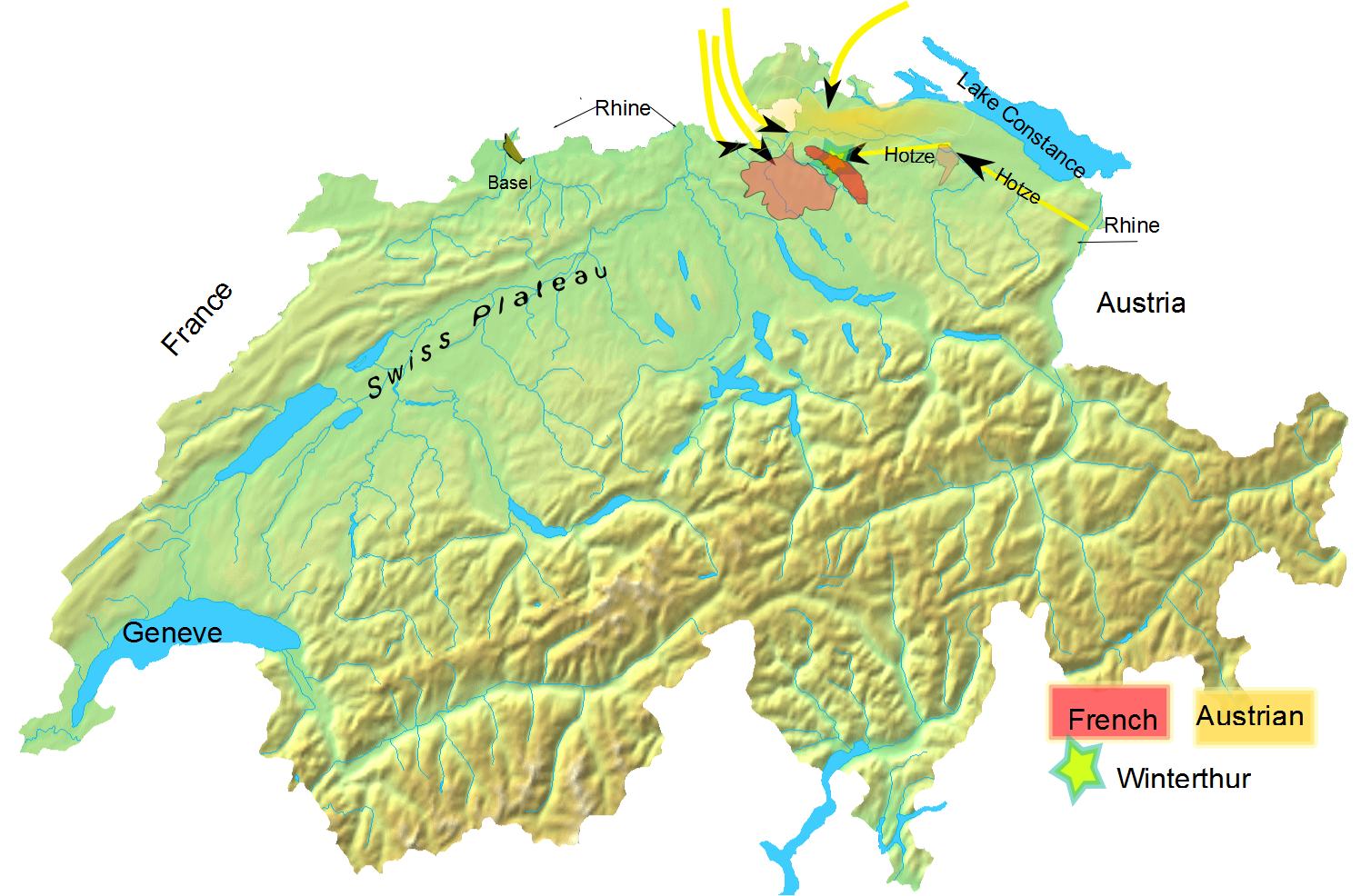
霍茨的部队在清晨抵达了温特图尔城郊，并马上对内伊的据点进行了攻击。截至午时，他的部队已经会合了图中黄色标记的瑙恩多夫和卡尔大公的部队。

5月27日清晨，霍茨集结其部队并分为三路纵队向温特图尔进发。与之相向，刚接任指挥着约3000人的米歇尔·内伊，将其部队部署了在了被称作上温特图尔的高地——一处温特图尔城北6千米（3.7英里）的环状低矮山丘。
在获悉迫近的奥地利军人数之后，内伊计划撤回温特图尔。而就在他准备撤军之时，前线总指挥让·维克托·塔罗策马赶到内伊的营地，告知内伊将会派遣讓·德迪厄·蘇爾特师前来支援；内伊明白这意味着他会在整个前哨线上而不是孤立地对抗敌军。他的小型部队也会得到苏尔特师的支援补给。因而内伊下令让这支加扎恩指挥的最弱的旅，顺着长长的河谷前往弗劳恩费尔德，而另一支旅在罗杰特的指挥下接管高地，防止奥地利部队的突袭。
上午十时左右，霍茨的先遣卫戍先后遭遇了法军罗杰特旅和加扎恩旅的激烈抵抗。 奥地利先遣部队很快就战胜了加扎恩的弱旅，占领了环绕伊斯利康村的树林。在确保了伊斯利空以西的冈德施维尔，施沃蒂康，维申达根和斯托根等村庄后，霍茨把他的两路纵队对准法国前线，而第三路纵队则按照内伊原本预期的那样向法军右方行进。
同样是在上午十时左右，内伊自己赶到加扎恩旅所在的前线，看到了敌方向他的方向袭来；而他却仍在等待着苏尔特支援的到来，期待着一场如前一天在弗劳恩费尔德，马塞纳对霍茨一样的轻而易举的胜利。但他没意识到，霍茨有8000人保卫着温特图尔北部的道路。 内伊的大部分兵力都在前线，并跟随着奥地利军的左翼。在奥地利的齐射中，内伊和他的战马倒下了，战马被杀，而内伊膝盖受伤。他自己包扎了伤口，并唤来了另一匹马重新投入了战斗。

奥地利军（黄色图示）与法军（红色图示）在苏黎世附近划定了各自的位置计划夺取重要道路。

内伊面临着两个问题：一方面，他认定苏尔特师两翼的纵队马上就会到来；另一方面，他不知道奥地利大军已经压境，而且就在中心部队的正前方。 尽管罗杰特旅足以抵挡奥地利侧翼的进攻，然而面对霍茨从前沿部队补给来的源源不断的兵力，加扎恩旅却远不足以抵抗这强大的攻势。

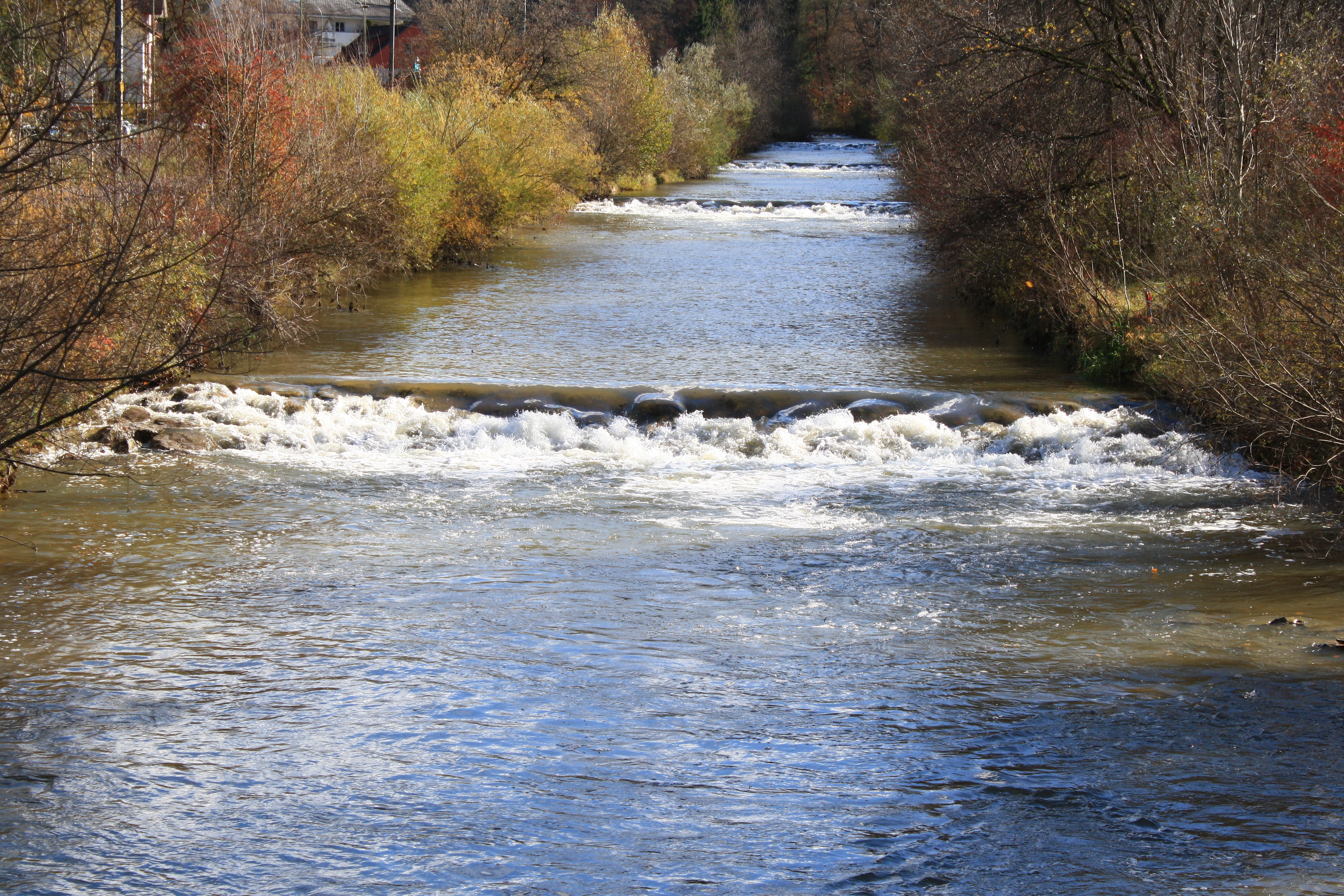
莱茵河的支流，特斯河穿过了战场的主要部分；奥地利占领了桥，使得法军无法通过，然而法军的炮火也使得奥地利军无法渡河、

最终在接受苏尔特不会赶来的现实之后，守住据点对内伊来说都全然无望，更不用说击退奥地利大军。他的结论是，他必须退回温特图尔。为掩护撤退，他指示沃尔瑟和他的骑兵在特斯河的斯蒂格的桥上建立据点。 在桥上，骑兵可以保障撤退的有序进行。 在特斯河一条泥泞的支流上，内伊安置了第二支队伍并架设了几门火炮，守卫特斯村和通往山脊的道路。 从山脊上，他的后备卫戍可以向奥地利的前进方向上发射炮弹。
沃尔瑟想当然地认为，突破桥上的防御据点要比从温特图尔击退内伊的部队还要难，然而奥利地部队的进攻，却足以在90分钟内以凛冽的攻势摧毁这道防线。 即便如此，奥地利进攻的势头还是被拖住了。 霍兹部队虽然把沃尔瑟从桥上击退，然而他们自身却难以渡河。对所有试图过桥和向山地进发的奥地利部队，内伊的卫戍部队都报以猛烈持续的炮击。霍茨意识到让自己的战士顶着炮火渡河不可行，于是下令以弹幕射击回击。这种战略效果显著，内伊左手负伤，战马再度阵亡；并把指挥权交到了负责从据点安排撤退的加扎恩手中。
当卡尔大公得知霍茨成功夺取了温特图尔的通路后，他马上指挥自己的部队补给瑙恩多夫伯爵的部队，前去占领温特图尔西北偏西方7千米（4.3英里）的内夫滕巴赫村庄和周边地区。 作为法军的前沿部队之一，负责镇守内夫滕巴赫的尼古拉·夏尔·乌迪诺部队，起初还能坚持抵抗，但到了下午晚些时候，便不得不撤退到4千米（2.5英里）处的普文根；但那里的据点仍然防守不住，于是被逼退回了苏黎世的外围地区。占领了内夫滕巴赫后，卡尔大公将一支大军放在了内伊部队和霍兹部队之间，并迫使法军向苏黎世撤退。塔瑞奥调兵特斯河，企图重建他的前线，但是此时此刻马塞纳并不想在苏黎世和内夫滕巴赫之间开展一场大战。瑞士军和多瑙河军团还没做好迎战卡尔大公部队的准备; 马塞纳的部队不打算在这么空旷的场地与卡尔大公的大军开战，他需要苏黎世的防御措施来对抗即将到来的奥地利军的进攻。所以最终，塔瑞奥将整个前线撤回了苏黎世。整场交战共持续了11个小时。

## 战后
霍茨的部队伤亡惨重，8000人部队中有1000人伤亡或失踪（占12.5%），而内伊的部队同样遭到重创，7000人部队中800人伤亡或失踪（占11.5%）。 即便如此，但重要的是霍茨通过此战，不仅成功将法军从温特图尔击退，还与瑙恩多夫伯爵及卡尔大公的部队成功会师。统一的奥地利部队对苏黎世的马塞纳形成了半圆形的包围圈。
对于法国来说，尽管此前他们在弗劳恩费尔德取得了胜利，然而那次行动并不成功。在此战中，内伊受了重伤并立刻离队治疗，直到6月22日才重新归队参与指挥行动。 此战也凸显了法军指挥层面在个人恩怨和高级军官斗争方面的弱点，例如苏尔特和塔瑞奥，并对法军的军事目标产生了及其恶劣的影响。尽管有明确而直接的命令让其调兵去协助内伊的部队，苏尔特却拒绝了对内伊援助，最终，塔瑞奥指控苏尔特违背了军令。
此外，法国严重低估了奥地利的韧性与军事技巧。 法军所称的这支“白袍军”远比其想象的要强大，即便有奥斯特拉赫，史塔卡赫和温特图尔三场战役的实例摆在眼前，法国确仍未放弃这一成见。直到1809年阿斯佩恩-艾斯林战役以及随后的华格姆战役之后，拿破仑才得以重新审视了奥地利部队。
最终，温特图尔的胜利促成了苏黎世战役的胜利。当奥地利军西线，北线，东线在苏黎世会合之时，卡尔大公认定自己拥有一支无比强大的军队，足够攻下苏黎世的马塞纳守军。 他的合军包围马塞纳的策略，如果没有苏沃洛夫率领的另一支奥地利部队坐镇意大利山区，完全阻断法军的全部通路，也不能完全成功。 虽然在第一次苏黎世战役（1799年6月4-7日）后，奥地利军迫使法军放弃苏黎世；但马塞纳撤至利马特河，并在低矮的山丘上重新建立了防御点，俯视城区，并等待着机会重新夺取这座城市。

## 战斗序列

### 奥地利方面
陆军中将弗里德里希·弗赖赫尔·冯·霍茨
- 12. 曼弗雷迪尼步兵团（三个营）
- 21. 盖明根步兵团（二个中队）
- 41. 本德尔步兵团（三个营）
- 1. 斯特罗齐轻步兵团（一个营）
- 7. 瓦尔代克龙骑兵团（六个中队）
- 匈牙利-巴纳特边防军团第一营

总计：约8000人

### 法国方面
少将米歇尔·内伊
- 佩里埃的奥诺雷·提奥多·马克西姆·加扎恩（英语：Honoré Théodore Maxime Gazan de la Peyrière'）的纵队 (四个营)
- 多米尼克-芒萨·罗杰特（英语：Dominique Mansuy Roget）的纵队（两个营）
- 弗雷德里克·亨利·沃尔瑟（英语：Frédéric Henri Walther）的纵队（三个中队）[40]

总计：7000人

### 引用
1. ↑  Timothy Blanning. The French Revolutionary Wars, New York: Oxford University Press, pp. 41–59.
2. ↑  Blanning. pp. 41–59.
3. ↑  Blanning. pp. 230–232.
4. ↑  John Gallagher. Napoleon's enfant terrible: General Dominique Vandamme, Tulsa: University of Oklahoma Press, 2008, ISBN 978-0-8061-3875-6, p. 70.
5. ↑  A. B. Rodger. The War of the Second Coalition: A strategic commentary. Oxford: Clarendon Press, 1964, p. 158.
6. ↑  John Young, D.D. A History of the Commencement, Progress, and Termination of the Late War between Great Britain and France which continued from the first day of February 1793 to the first of October 1801. Two volumes. Edinburg: Turnbull, 1802, vol. 2, p. 220.
7. ↑  Blanning, p. 232.
8. ↑  Gunther E. Rothenberg. Napoleon's Great Adversary: Archduke Charles and the Austrian Army 1792–1914. Stroud (Gloccester): Spellmount, 2007, p. 74. For further information on the Army of the Danube's movements and orders, see Jean-Baptiste Jourdan. A Memoir of the operations of the army of the Danube under the command of General Jourdan, taken from the manuscripts of that officer. London: Debrett, 1799, pp. 140–144. For further information on its size and composition, see Army of the Danube Order of Battle, or Roland Kessinger, Order of Battle, Army of the Danube 的存檔，存档日期7 May 2010.. Retrieved 3 December 2009.
9. ↑  Rodgers, pp. 158–159.
10. ↑  Ramsey Weston Phipps. The Armies of the First French Republic. Volume 5: The armies of the Rhine in Switzerland, Holland, Italy, Egypt and the coup d'etat of Brumaire, 1797–1799. Oxford: Oxford University Press, 1939, pp. 49–50; Digby Smith. The Napoleonic Wars Data Book. London: Greenhill, 1998, ISBN 1-85367-276-9, p. 156;
11. ↑  Rodger, pp. 158–162.
12. ↑  Armin Peter. River Fragmentation and Connectivity Problems in Swiss Rivers; The Effect on the Fish Communities. EAWAG, Limnological Research Center, Swiss Federal Institute for Environmental Science and Technology, Kastanienbaum, Switzerland, 1999–2000, p. 2.
13. ↑  Lawrence Shadwell. Mountain warfare illustrated by the campaign of 1799 in Switzerland: being a translation of the Swiss narrative, compiled from the works of the Archduke Charles, Jomini, and other ... . London: Henry S. King, 1875. pp. 108–109.
14. ↑  Smith, "Clash at Winterthur." Databook, p. 156–157.
15. ↑  Phipps, pp. 49–50.
16. ↑  Andrew Hilliarde Atteridge. The bravest of the brave, Michel Ney: marshal of France, duke of Elchingen. New York: Brentano, 1913, pp. 45–46; p. 48.
17. ↑  （德文） Katja Hürlimann. "Friedrich von Hotze". Historisches Lexikon der Schweiz" （页面存档备份，存于）. 15 January 2008 edition. Retrieved 18 October 2009, p. 1485.
18. ↑  Archibald Alison. History of Europe from the fall of Napoleon in 1815 to the accession of Louis Napoleon in 1852. N.Y: Harper, 1855, Chapter 28, p. 20.
19. ↑  Alison. p. 20; Shadwell, pp. 108–109.
20. ↑  Smith, p. 156; Leopold Kudrna and Digby Smith. A biographical dictionary of all Austrian Generals in the French Revolutionary and Napoleonic Wars, 1792–1815.  "Piacsek". Napoleon Series （页面存档备份，存于）, Robert Burnham, editor in chief. April 2008 version. Retrieved 14 December 2009.
21. ↑  Alison, p. 20.
22. 1 2  Shadwell, pp. 108–109.
23. 1 2 3  Shadwell, p. 108.
24. 1 2  Atteridge, p. 46.
25. ↑  Atteridge, p. 49; Shadwell, p. 109.
26. 1 2 3  Shadwell, p. 109.
27. ↑  Atteridge, pp. 46–47. Atteridge maintains that Nauendorf's force fought this engagement with 15,000 men; Shadwell (p. 109) and Smith Databook, pp. 156–157) maintain it was Hotze's, and the force was only 8,000; Smith further says that Charles directed a portion of Nauendorf's column to secure Neftenbach, in the last hours of the battle.
28. 1 2  Atteridge, p. 49.
29. ↑  Atteridge, p. 49; Shadwell, p. 110.
30. ↑  Smith, Databook pp. 156–157.
31. ↑  Shadwell, pp. 110–111.
32. ↑  Smith, "Clash at Winterthur", Databook, pp. 156–157.
33. 1 2  Shadwell, p. 110.
34. ↑  Atteridge, p. 50.
35. ↑  Peter Hicks. The Battle of Aspern-Essling （页面存档备份，存于）. Napoleon Foundation, 2008. Retrieved 9 December 2009.
36. ↑  Blanning, p. 233.
37. ↑  Rodger, p. 161.
38. ↑  During the battle, Hotze commanded the entire left wing of Archduke Charles' army, which included 20 battalions of infantry, plus support artillery, and 27 squadrons of cavalry, in total, 19,000 men. （德文） Ebert, Freiherr von Hotze （页面存档备份，存于）; （德文） Hürlimann, Historisches Lexikon der Schweiz. Blanning, pp. 233–34.
39. ↑  Smith places effective strength at 8,000. Bodart places the effective strength at 15,000; both assess losses at 1,000. Smith, Databook, pp. 156–157; Gaston Bodart. Losses of life in modern wars, Austria-Hungary: France. Oxford, Clarendon Press: London, New York [etc.] H. Milford, 1916. p. 42.
40. ↑  Atteridge. pp. 47–52.
41. ↑  Smith, "Clash at Winterthur," Databook, p. 157. Exact details of additional units assigned to Ney are not known.